# Zef (culture)

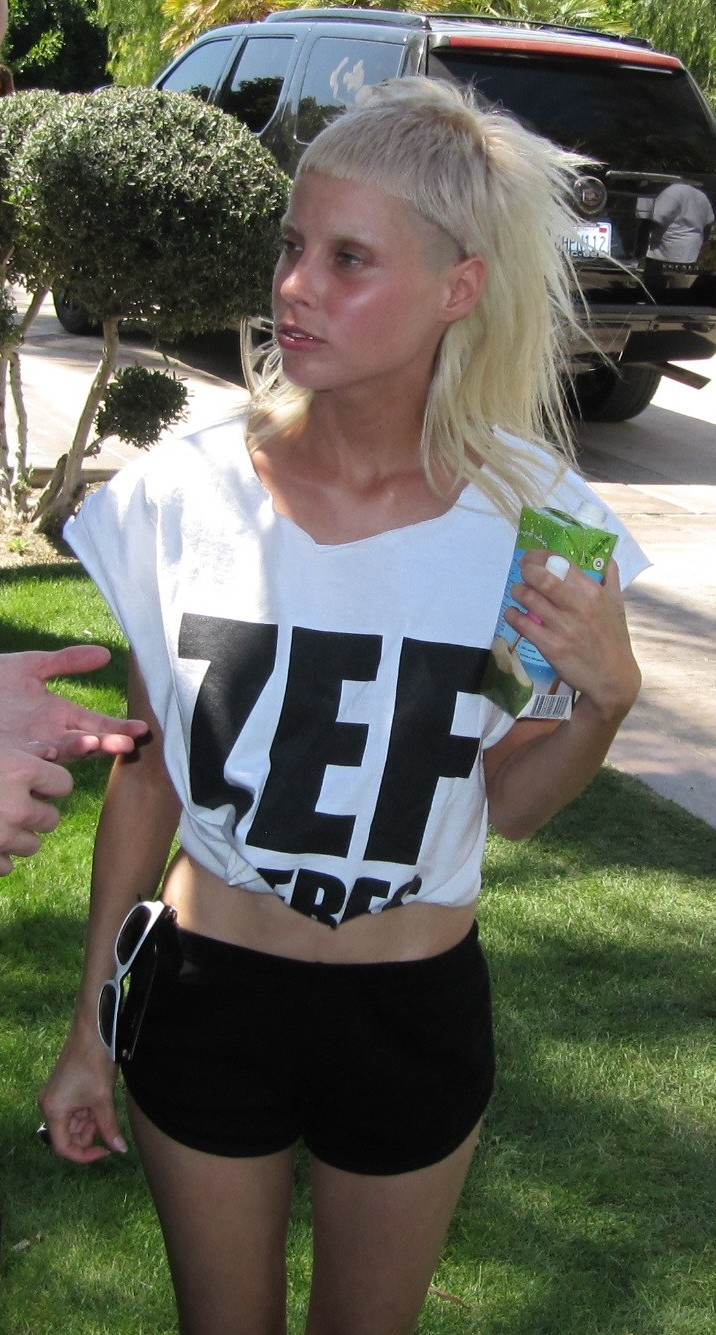
Yo-Landi Vi$$er arborant un t-shirt « Zef ».

Zef est un mouvement contre-culturel sud-africain. « Zef » est devenu un terme d'argot afrikaans qui décrit une façon de détourner et de sublimer un style de vie et des codes vestimentaires a priori ringards ou beaufs.
À l'origine, le mot fait référence à la Ford Zephyr, une voiture populaire des années 1950 à 1970 et associée à une classe ouvrière plutôt aisée, notamment autour de Johannesburg. Les classes supérieures attribuent alors de façon péjorative le terme « zef » (un propriétaire de Zephyr) à ceux qu'ils considèrent comme inférieurs pour marquer leur différence. Le terme est finalement revendiqué, réapproprié et réhabilité par le mouvement Zef. En altérant le jugement de valeur porté aux biens, le Zef auto-décrète le passage à un niveau de vie supérieur pour ceux qui l'adoptent, ou « next level » auquel fait souvent référence le groupe de hip-hop rave zef Die Antwoord.
Le rappeur Jack Parow dit « c'est un peu comme snob, mais opposé à snob ». Watkin Tudor Jones (Ninja) du groupe Die Antwoord le définit comme le « style ultime ». C'est une façon de prendre à contre-pied la pauvreté, s'exprimant par l'adoration ostentatoire d'accessoires de pacotille en guise de signes extérieurs de richesse, et la sacralisation du mode de vie populaire des banlieues peu aisées du Cap, autrement dit « fantastiquement pauvre ».
En 2010, Yo-Landi Vi$$er explique au  Guardian, « Le zef c’est genre t’en as rien à foutre, t’es comme t’es et tu traces ton propre chemin. […] On l’associe avec les mecs qui tunent leurs bagnoles, travaillent dans les mines d'or et tout ça. Le zef c’est : t’es pauvre mais t’as de l’imagination. T’es pauvre mais t’es sexy et t’as du style. »
En 2015 lors de la sortie de Chappie, le film dans lequel joue Die Antwoord, Ninja redéfinit zef comme « quand tu n'as rien à faire de ce que pensent les autres. Que ce soit dans ta musique, dans ta façon de t'habiller, de penser ou de parler ».